# Transversalmaßstab

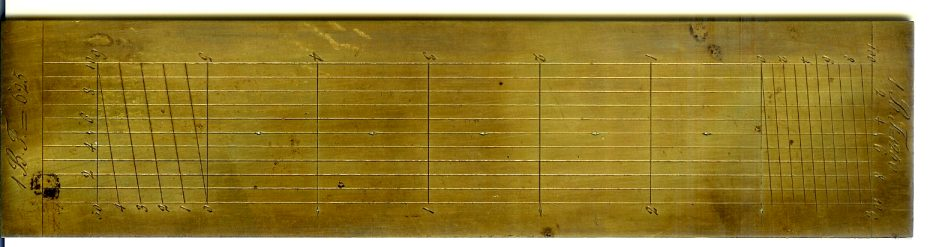
Transversalmaßstab, Badische Fuß, Messingplatte graviert

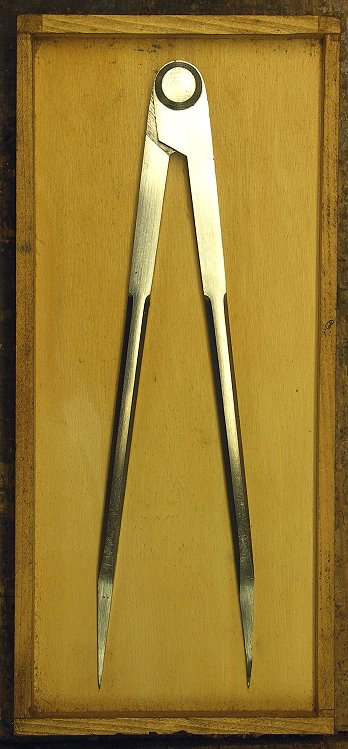
Stechzirkel eines Kartografen

Der Transversalmaßstab wird zum Messen oder Abtragen eines Längenmaßes in der Kartografie oder Zeichentechnik verwendet.
Er wird in Messingplatten graviert oder auf den Kartenrand topografischer Karten aufgedruckt.
Die Besonderheit liegt in der Feinteilung durch transversal d. h. quer verlaufende Linien, welche eine stufenlose Messung und damit höchste Präzision ermöglichen.
Der Transversalmaßstab wird in der Regel in Verbindung mit dem Stechzirkel benutzt. Mit diesem wird (in der Karte) eine Länge abgegriffen. Eine Zirkelspitze wird in einen der senkrechten Teilstriche eingestochen, sodass die andere Spitze sich im Feld der Transversalen (schrägen) Linien befindet. Dann wird der Zirkel im senkrechten Teilstrich so verschoben, dass die zweite Spitze in eine der Transversalen einrastet. An dieser wird die Länge abgelesen.

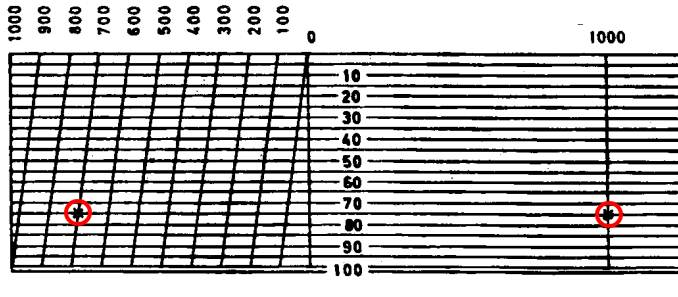
Ablesung L = 1775

Als Zeichenhilfsmittel waren die Transversalmaßstäbe bis zur Mitte des 20. Jahrhunderts weit verbreitet. Sie wurden in Messingplatten gestochen, doch auch auf manchen Papier- oder Kartongeräten (z. B. Winkelmessern) aufgedruckt. Die Verwendung der Maßstäbe war auch deshalb praktisch, da es sie in allen verschiedenen Maßeinheiten gab. Damit konnte man trotz der Vielfalt der damals selbst in einem Land gleichzeitig verwendeten Längenmaße ohne Umrechnung zwischen Maßeinheiten hin und her wechseln.